# Ramón Díaz (entrenador argentino)
Ramón Ángel Díaz (La Rioja, 29 de agosto de 1959) es un exfutbolista y director técnico argentino. Actualmente dirige a Olimpia de la Primera División de Paraguay.
Es el director técnico más ganador de la historia de River Plate después de Marcelo Gallardo, el más ganador de campeonatos de liga junto a Ángel Labruna y el entrenador argentino más ganador de la historia con 17 títulos en total.
Ganó 14 títulos con River (cinco como jugador y nueve como entrenador). Es considerado ídolo del club argentino siendo incluido en el telón de los ídolos presentado por la afición en 2020.
Surgido de las divisiones inferiores de River, tuvo su debut en la temporada 1978-79, ganando cuatro torneos de 1979 a 1981 y siendo goleador. A lo largo de su carrera, fichó con el Napoli, la Fiorentina y el Inter, entre otros clubes italianos. A su regreso al «millonario» entre 1991 y 1993, ganó otro torneo y se consagró nuevamente goleador. Finalmente se retiró en el Yokohama F. Marinos de Japón en 1994.
Como internacional, ganó el Campeonato Mundial Juvenil de 1979 con la Selección de fútbol sub-20 de Argentina junto a Maradona. Luego disputó la Copa del Mundo 1982 con la Selección mayor.
Como director técnico de River a partir de 1995, ganó cinco ligas (incluyendo un tricampeonato en 1996-97), la Copa Libertadores y la Supercopa, convirtiéndose en el entrenador más ganador de River, marca que mantuvo hasta 2018. En su segunda etapa con el equipo argentino (2001-02) ganó dos ligas adicionales. También obtuvo un campeonato con San Lorenzo en 2007. En su tercera etapa con River (2013-14) ganó una liga y una copa nacional.
Con el Al-Hilal Saudi F. C. de Arabia Saudita, ganó tres torneos de liga (2016-17, 2017-18 y 2021-22), una Supercopa Internacional (2022);y dos copas nacionales (2017 y 2023).

## Primeros años
Ramón Ángel Díaz nació el 29 de agosto de 1959 en la ciudad de La Rioja, en el noroeste de Argentina. Hijo de Ramón Bartolo Díaz y Nélida Molina.

## Trayectoria

### Como jugador

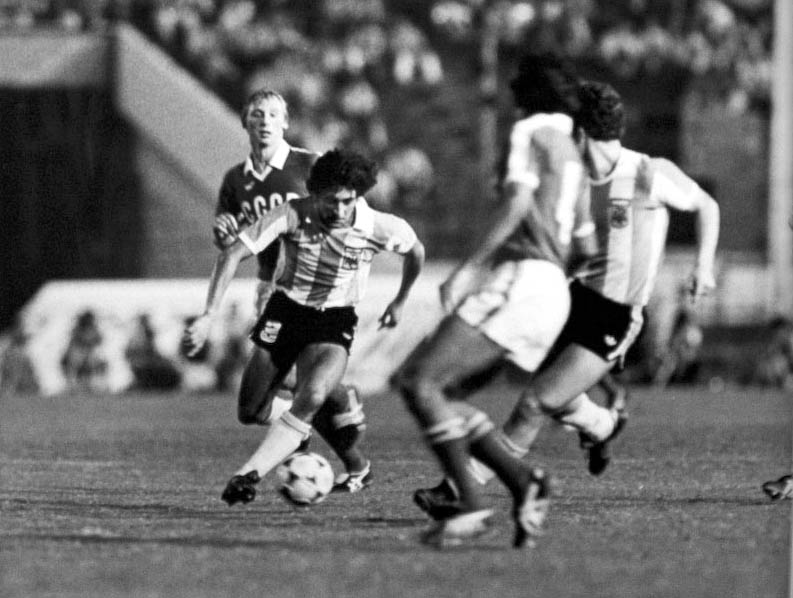
Ramón Díaz en el Mundial Juvenil Japón 79.

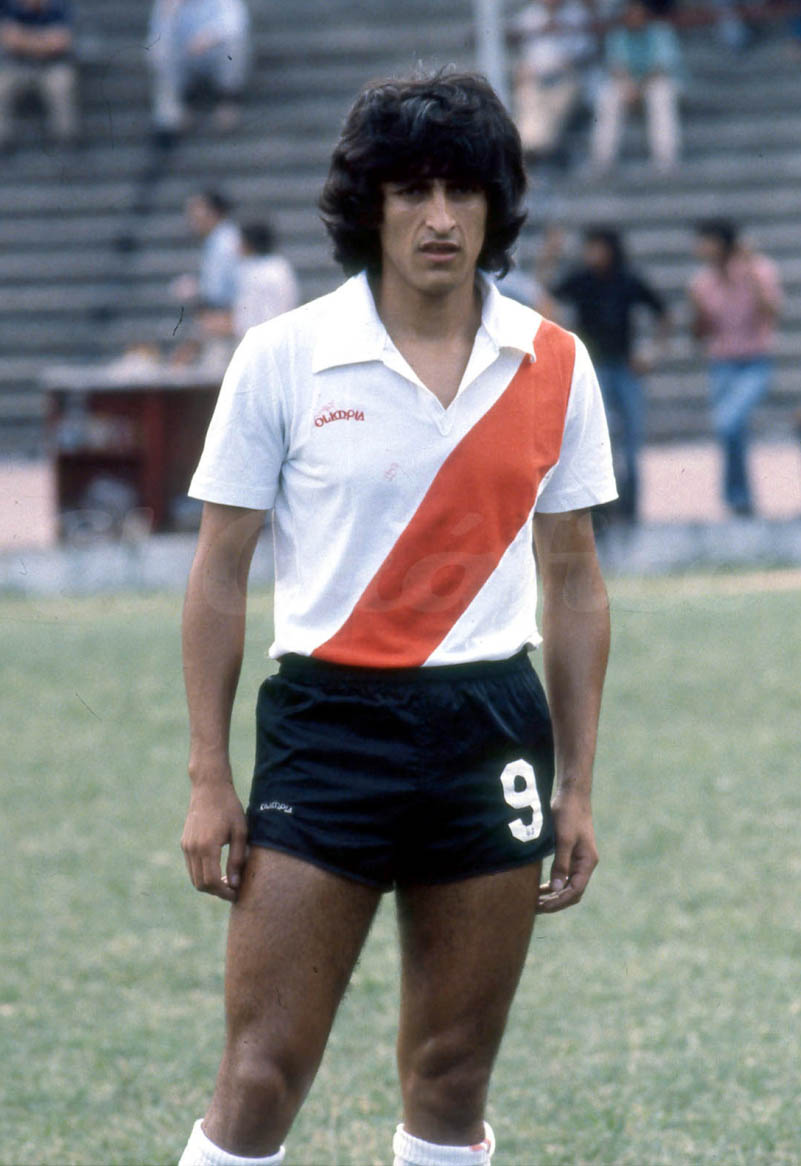
Como jugador de River Plate en 1981.

Debutó en Nuñez el 13 de agosto de 1978, jugando para River Plate, equipo en el que jugó durante toda su carrera en Argentina. En 1982 puso fin a su primera etapa en River, tras haber ganado para sus vitrinas dos títulos del Campeonato Metropolitano (1979 y 1980) y otros dos del Campeonato Nacional (1979 y 1981), compartiendo alineación con jugadores como Ubaldo Fillol, Daniel Passarella, Norberto Alonso o Mario Kempes, bajo la dirección técnica de entrenadores tan prestigiosos como Ángel Labruna y Alfredo Di Stéfano.
Entre 1982 y 1991 jugó sucesivamente en el Napoli (1982-1983), en el Avellino (1983-1986), la Fiorentina (1986-1988), el Inter (1988-1989), en la que la escuadra milanesa, que en ese entonces militaban jugadores de la talla del alemán Lothar Matthäus, el argentino conquistó el campeonato (Díaz contribuyó con 12 goles en 33 partidos). Del Inter pasó al Mónaco, con el que jugó dos temporadas (1989-1991) y ganó una Copa de Francia (1991). En 1991, Díaz, cariñosamente apodado El Pelado, regresó al club de sus amores, River, para así poder proclamarse campeón del Torneo Apertura de aquel año y ser máximo goleador de la competición. Su permanencia en el club de Nuñez se prolongó hasta 1993. Además tiene el curioso récord de haber sido campeón con el mismo club en tres décadas distintas logrados con River Plate (en los años 1979, 1980, 1981 y 1991). En 1993 volvió a emigrar para jugar su última temporada en el Yokohama Marinos, en este conjunto de Japón puso fin a su carrera como futbolista en 1995.
Ramón Díaz no fue convocado a integrar el plantel argentino que participó en el Mundial de Italia 90.

### Como entrenador
Luego de su retiro como futbolista se recibió de Director Técnico Nacional de Fútbol en la Escuela de Técnicos de Vicente López y comenzó una exitosa carrera como entrenador.

#### River Plate
En 1995 tomó la conducción de River Plate, logrando varios títulos locales (cinco en total) y dos internacionales: una Copa Libertadores de América (1996) y una Supercopa (1997). Estos logros, lo convirtieron en su momento en el entrenador más ganador de la historia del equipo «millonario», superando al propio Ángel Labruna y siendo superado más adelante por Marcelo Gallardo. Su primer ciclo en River finalizó en febrero de 2000. Además, Díaz fue acusado de pedir dinero a sus jugadores para que estos vieran minutos por el periodista Adrián Paenza, citando los casos de Juan José Borrelli, el «Mencho» Medina Bello, Carlos Netto y Gustavo Zapata, quien no regresó a jugar al cuadro "Millonario" por una supuesta pasada de cuentas del técnico de cuando ambos jugaron en Japón. El juicio por los dichos del siempre cuestionado Paenza se suspendió por un acuerdo privado entre las partes, donde Paenza habría acordado un compromiso de retracción pública.
Volvió a dirigir a River en el Torneo Apertura 2001 y tras ganar el Torneo Clausura 2002 de aquella temporada, su contrato con River no fue renovado, aunque el mismo había declarado querer seguir como director técnico del mismo.

#### Oxford United
También tuvo un fugaz paso como mánager deportivo en el fútbol inglés donde su equipo Oxford United logró salvarse de la promoción, quedando al final de la temporada a un punto de las posiciones de ascenso. En ese momento, Díaz dijo a los medios: "Me gusta el fútbol inglés y quería tener una experiencia de primera mano... Lo había visto mucho en la televisión... También es muy interesante trabajar a este nivel, porque es completamente diferente del fútbol en la cima". También se afirmó que ni Díaz ni ninguno de sus cinco empleados de trastienda estaban siendo pagados por Oxford United por sus servicios.

#### San Lorenzo
En diciembre de 2006 arregló con el club argentino San Lorenzo de Almagro para dirigirlo por una temporada. Ramón Díaz venía de varios años de olvido, incluso por parte de River Plate. Pero San Lorenzo lo sacó del ostracismo. Logró el campeonato en el primer torneo que disputó, el Clausura 2007 una fecha antes de que finalice el mismo, con un equipo que demostró notable superioridad sobre el resto. Gracias a este campeonato su equipo pudo jugar la Copa Libertadores de América del año siguiente, en donde en octavos eliminó al propio River con una épica definición por 4-3 de global. Pese a ello, el Ciclón caería eliminado en cuartos de final en una cerrada definición con Liga de Quito, a la postre campeón del certamen. El 28 de mayo de 2008, el riojano presentó su renuncia indeclinable.

#### América
A partir de julio de 2008 se desempeñó como director técnico en el Club América de México. En el torneo de Apertura 2008 tuvo resultados decepcionantes dirigiendo al cuadro americanista, dejando al club fuera de la clasificación a la Liguilla por el título, y a principios de 2009 su escuadra fue eliminada del Torneo Interliga 2009.
Luego de asegurar que si su sistema de juego no funcionaba con el Club América durante las primeras cuatro jornadas del torneo Clausura 2009, abandonaría su cargo de manera voluntaria. Sin embargo, fue la directiva del Club América quien optó por despedirlo tras los malos resultados del club, situación que generó críticas a su persona por parte de la hinchada y la prensa.

#### San Lorenzo
En febrero de 2009 dejó de ser el técnico de América y comenzaron los rumores de su vuelta a River Plate quien atravesaba un penoso presente. Pero el presidente del club «millonario» Daniel Passarella, eligió como DT a Ángel Cappa. Así las cosas, quedándose con ganas de ser DT, dirigentes de San Lorenzo de Almagro se contactaron con él pidiendo su regreso al equipo de Boedo. Hasta que finalmente el 28 de mayo de 2010 se convierte oficialmente en el DT de San Lorenzo de Almagro. Luego de realizar una campaña discreta (41 puntos en 30 partidos de liga), el 24 de abril de 2011 renuncia al cargo de entrenador, tras la derrota 1-0 sufrida ante Tigre.

#### Independiente
Tras unos meses de inactividad, Ramón es contratado por Independiente en la segunda mitad de 2011, para asumir el cargo de entrenador luego de la ida de Antonio Mohamed y los malos resultados del conjunto de Avellaneda. Tras un comienzo errático, el club logró clasificarse para la Copa Sudamericana. Sin embargo, la situación en los promedios siguió siendo apremiante, ya que Ramón Díaz sólo obtuvo 20 puntos en 17 partidos jugados. Luego de 4 derrotas consecutivas, el 3 de marzo de 2012 presenta su renuncia tras perder 3-1 frente a Argentinos Juniors.

#### River Plate
En el año 2012, luego de superar las diferencias con el entonces presidente Daniel Passarella, asume nuevamente como DT de River Plate, la institución de sus amores para debutar en el Estadio Bicentenario de la provincia de San Juan con una victoria de visitante por 2 a 0 contra San Martín de esa provincia, lo que provocó esperanzas en los hinchas para la temporada 2013.
Debutó en el torneo de verano Pirelli 2013 con un triunfo ante Independiente De Avellaneda por 2 a 0. Una semana después resultó ganador del superclásico otra vez por 2 a 0 con dos tantos de Rodrigo Mora. Seguidamente perdió contra Racing en otro partido por el mini torneo veraniego 2 a 1 (ese partido lo jugó con suplentes). Luego vino otra derrota a manos de Boca en la revancha disputada en Mendoza por penales. Dos semanas después, volvió a ganarle a Boca 2 a 1 en la copa BBVA Banco Francés disputada en Córdoba. En ese encuentro, Boca iba ganando a los 5 minutos pero en un planteo acertado y con buen respuesta en los cambios, River supo darlo vuelta.
Debutó en el torneo final 2013 en la fecha 1 ante Belgrano en Córdoba. Fue triunfo para los millonarios 2 a 1 con tantos de Leonel Vangioni y Carlos Luna mientras que para Belgrano marco Farré, Así cortó una racha de 5 partidos sin ganarle a Belgrano de Córdoba.
En la segunda fecha del torneo final River venció a Estudiantes de la Plata por 1 a 0 con tanto de David Trezeguet. Más tarde en la Fecha 3 ante Tigre logra una remontada en 10 minutos con un resultado de 3-2, acertando en los cambios de Juan Iturbe y Carlos Luna el primero de estos marcando el tercer gol y Luna marcando el primer y segundo tanto. En la Fecha 4 cayó 2 a 0 contra San Lorenzo de almagro luego de haber sido expulsado antes del comienzo del partido por ingresar tarde al campo de juego. Se recuperó de la caída en la Fecha 5 (con su hijo Emiliano Díaz en el banco de suplentes y Ramón en el palco) tras derrotar por 2 a 1 a Colón de Santa Fe en el estadio Monumental para alcanzar nuevamente la punta en la tabla de posiciones. Al final fue subcampeón de ese torneo y clasificó a la Copa Sudamericana.
En el torneo Inicial 2013 terminó 17.º, y a lo largo de todo el mismo el DT se quejó por los fallos arbitrales que generaron grandes polémicas.
En la Sudamericana, eliminó a San Lorenzo de Almagro y a Liga de Loja, cayendo en cuartos de final frente a Lanús que sería el campeón.
A principios de 2014, el flamante presidente Rodolfo D'Onofrio lo confirmó en el cargo.
A pesar de haber sido cuestionado por la prensa especializada, se coronó campeón del Torneo Final 2014 logrando 37 puntos, 27 de los cuales fueron en condición de local y ganando el Superclásico en la Bombonera después de 10 años sin poder vencer a Boca en ese estadio. Días después, se consagró Supercampeon derrotando a San Lorenzo por 1 a 0 con gol de Germán Pezzella, quedándose así con la Copa Campeonato y logrando clasificar a la Copa Sudamericana.
Sin embargo, sorprendentemente, renunció del cargo de entrenador de River Plate, declarando que había ganado todo lo que podía y sentía que ya no tenía nada más para darle al club. Así, se fue de su puesto siendo -hasta ese momento- el técnico más ganador del Millo, con el apoyo y cariño de toda la gente.

#### Selección Paraguaya
El 4 de diciembre de 2014, el presidente de la Asociación Paraguaya de Fútbol, Alejandro Domínguez, le ofreció el cargo de seleccionador de Paraguay y Ramón aceptó.
La primera gran competición de Ramón fue la Copa América 2015. Su primer partido fue contra Argentina donde empató 2-2. El segundo partido sería contra Jamaica, y ganó por 1-0. El último partido de la fase de grupos fue contra Uruguay que empató 1-1. Los guaraníes terminaron segundo con cinco puntos en su grupo y avanzaron a los cuartos de final donde derrotaron por penales a Brasil luego de que el encuentro finalizara 1-1 en los 90 minutos. En las semifinales, serían derrotados 6-1 por Argentina y unos días más tarde caerían por 2-0 ante Perú, finalizando la competencia en el cuarto lugar.
En la Copa América Centenario, Paraguay quedó fuera de competencia en la fase de grupos luego de empatar contra Costa Rica en la primera jornada, más tarde perder ante Colombia por 2-1 y finalmente ser derrotados por los Estados Unidos por la mínima. El 12 de junio del 2016, mediante un comunicado oficial, Díaz presentó su renuncia como entrenador de la selección. Desde que asumió en diciembre de 2014, condujo al equipo albirrojo en 20 partidos, de los cuales ganó 3, empató 9 y perdió 8.
| #  | Fecha                   | Lugar        | Rival          | Resultado   | Competición        | Goleadores (Sólo los de Paraguay) |
| -- | ----------------------- | ------------ | -------------- | ----------- | ------------------ | --------------------------------- |
| 1  | 26 de marzo de 2015     | San José     | Costa Rica     | 0-0         | Amistoso           |                                   |
| 2  | 31 de marzo de 2015     | Kansas City  | México         | 0-1         | Amistoso           |                                   |
| 3  | 6 de junio de 2015      | Asunción     | Honduras       | 2-2         | Amistoso           | R. Santa Cruz (2)                 |
| 4  | 13 de junio de 2015     | La Serena    | Argentina      | 2-2         | Copa América 2015  | N. Haedo y L. Barrios             |
| 5  | 16 de junio de 2015     | Antofagasta  | Jamaica        | 1-0         | Copa América 2015  | E. Benítez                        |
| 6  | 20 de junio de 2015     | La Serena    | Uruguay        | 1-1         | Copa América 2015  | L. Barrios                        |
| 7  | 27 de junio de 2015     | Concepción   | Brasil         | 1 (4)-1 (3) | Copa América 2015  | D. González (p)                   |
| 8  | 30 de junio de 2015     | Concepción   | Argentina      | 1-6         | Copa América 2015  | L. Barrios                        |
| 9  | 3 de julio de 2015      | Concepción   | Perú           | 0-2         | Copa América 2015  |                                   |
| 10 | 5 de septiembre de 2015 | Santiago     | Chile          | 2-3         | Amistoso           | J. Fabbro y J. Benítez            |
| 11 | 8 de octubre de 2015    | Puerto Ordaz | Venezuela      | 1-0         | Eliminatorias 2018 | D. González                       |
| 12 | 13 de octubre de 2015   | Asunción     | Argentina      | 0-0         | Eliminatorias 2018 |                                   |
| 13 | 13 de noviembre de 2015 | Lima         | Perú           | 0-1         | Eliminatorias 2018 |                                   |
| 14 | 17 de noviembre de 2015 | Asunción     | Bolivia        | 2-1         | Eliminatorias 2018 | D. Lezcano y L. Barrios           |
| 15 | 24 de marzo de 2016     | Quito        | Ecuador        | 2-2         | Eliminatorias 2018 | D. Lezcano (2)                    |
| 16 | 29 de marzo de 2016     | Asunción     | Brasil         | 2-2         | Eliminatorias 2018 | D. Lezcano y E. Benítez           |
| 17 | 28 de mayo de 2016      | Atlanta      | México         | 0-1         | Amistoso           |                                   |
| 18 | 4 de junio de 2016      | Orlando      | Costa Rica     | 0-0         | Copa América 2016  |                                   |
| 19 | 7 de junio de 2016      | Pasadena     | Colombia       | 1-2         | Copa América 2016  | V. Ayala                          |
| 20 | 11 de junio de 2016     | Philadelphia | Estados Unidos | 0-1         | Copa América 2016  |                                   |

Se menciona en primer término el marcador registrado por el conjunto paraguayo.

#### Estadísticas en la Selección de Paraguay
Actualizado al 12 de junio del 2016 (20 Partidos)
| Darío Lezcano       | Ingolstadt          | 4 | 9  |
| Lucas Barrios       | Palmeiras           | 4 | 10 |
| Roque Santa Cruz    | Cruz Azul           | 2 | 7  |
| Derlis González     | FC Dinamo de Kiev   | 2 | 15 |
| Edgar Benítez       | Querétaro           | 2 | 15 |
| Víctor Ayala        | Lanús               | 1 | 2  |
| Jonathan Fabbro     | Cerro Porteño       | 1 | 2  |
| Jorge Benítez       | Cruz Azul           | 1 | 7  |
| Nelson Haedo Valdez | Eintracht Frankfurt | 1 | 9  |

| Paulo Da Silva        | Toluca                      | 19 | 0 |
| Miguel Samudio        | América                     | 16 | 0 |
| Edgar Benítez         | Querétaro                   | 15 | 2 |
| Derlis González       | FC Dinamo de Kiev           | 15 | 2 |
| Bruno Valdez          | Cerro Porteño               | 13 | 0 |
| Justo Villar          | Colo Colo                   | 13 | 0 |
| Pablo Aguilar         | América                     | 12 | 0 |
| Richard Ortiz         | Toluca                      | 12 | 0 |
| Óscar Romero          | Racing Club                 | 12 | 0 |
| Lucas Barrios         | Palmeiras                   | 10 | 4 |
| Raúl Bobadilla        | Augsburgo                   | 10 | 0 |
| Víctor Cáceres        | Al-Rayyan                   | 10 | 0 |
| Néstor Ortigoza       | San Lorenzo de Almagro      | 10 | 0 |
| Dario Lezcano         | Ingolstadt                  | 9  | 4 |
| Nelson Haedo Valdez   | Seattle Sounders FC         | 9  | 1 |
| Anthony Silva         | Cerro Porteño               | 9  | 0 |
| Iván Piris            | Udinese                     | 8  | 0 |
| Roque Santa Cruz      | Málaga Club                 | 7  | 2 |
| Jorge Benítez         | Cruz Azul                   | 7  | 1 |
| Marcos Cáceres        | Newell's Old Boys           | 6  | 0 |
| Gustavo Gómez         | Lanús                       | 6  | 0 |
| Celso Ortiz           | AZ Alkmaar                  | 5  | 0 |
| Rodrigo Rojas         | Cerro Porteño               | 5  | 0 |
| Osvaldo Martínez      | América                     | 4  | 0 |
| Eduardo Aranda        | Olimpia                     | 4  | 0 |
| Hernán Pérez          | Español                     | 4  | 0 |
| Fabián Balbuena       | Corinthians                 | 4  | 0 |
| Juan Iturbe           | Bournemouth                 | 4  | 0 |
| Osmar Molinas         | Libertad                    | 3  | 0 |
| Jonathan Santana      | Cerro Porteño               | 3  | 0 |
| Robert Piris Da Motta | Olimpia                     | 3  | 0 |
| Miguel Almirón        | Lanús                       | 3  | 0 |
| Antonio Sanabria      | Sporting de Gijón           | 3  | 0 |
| Jonathan Fabbro       | Cerro Porteño               | 2  | 1 |
| Víctor Ayala          | Lanús                       | 2  | 1 |
| Fidencio Oviedo       | Cerro Porteño               | 2  | 0 |
| Jorge Rojas           | Gimnasia y Esgrima La Plata | 2  | 0 |
| Jorge Moreira         | Libertad                    | 2  | 0 |
| Federico Santander    | FC Copenhague               | 2  | 0 |
| Gustavo Mencia        | Libertad                    | 1  | 0 |
| Cecilio Domínguez     | Cerro Porteño               | 1  | 0 |
| José Ortigoza         | Cerro Porteño               | 1  | 0 |
| Juan Patiño           | Guaraní                     | 1  | 0 |
| Hernán Villalba       | Newell's Old Boys           | 1  | 0 |
| Blas Riveros          | Olimpia                     | 1  | 0 |

#### Al-Hilal
El 13 de octubre de 2016, Ramón Díaz fue nombrado entrenador del Al-Hilal después de que su predecesor Gustavo Matosas fuera despedido y firmó un contrato por un año. El 20 de abril del 2017, el club se coronó campeón en la Liga Profesional Saudí, derrotando 2-1 a Al-Shabab dos fechas antes de culminar el campeonato. El 18 de mayo, levantó su primera Copa del Rey de Campeones, de manera invicta, derrotando en dieciseisavos a Al-Qaisumah por 2 a 1, en octavos a Al-Wehda 3 a 2, en cuartos a Al-Nassr 2 a 0, en semifinales a Al-Taawoun 4 a 3, y la final a Al-Ahli 3 a 2, de esta manera el argentino consigue su segundo título en el club.
A finales de la temporada, Díaz anunció su renovación con el club saudí por una temporada más. En el plano internacional, culminaría subcampeón de la Liga de Campeones de la AFC con 7 triunfos, 6 empates y 1 derrota, cayendo en la instancia decisiva ante el Urawa Red Diamonds.
El 21 de febrero de 2018, el club saudí despidió al argentino debido a actuaciones insatisfactorias. Unos meses más tarde, el club se consagró bicampeón de la Liga de Arabia Saudita. Ramón y su ayudante Emiliano Díaz dirigieron 22 fechas de las 26 jugadas mientras que los últimos encuentros los dirigió Juan Ignacio Brown.

#### Pyramids Football Club
El 26 de enero de 2019, fue confirmado como entrenador del Pyramids FC de Egipto. En mayo del mismo año, anunció su desvinculación del club luego de haberlo dirigido 12 encuentros, habiendo ganado ocho, empatado tres y cayendo en una sola ocasión. En ese momento, el equipo marchaba en la segunda colocación con 69 unidades, a cinco puntos de diferencia del líder Al-Ahly.

#### Club Libertad
A fines de 2019 firma contrato con Libertad, dónde tuvo un inicio alentador yendo primero en el campeonato local, hasta la interrupción del campeonato por la Pandemia COVID-19. Sin embargo tras la reanudación del campeonato los resultados no lo acompañaron, descendiendo a la tercera posición en el torneo local y perdiendo con Boca Juniors y Caracas Fútbol Club por la Copa Libertadores, renunciando a su cargo a fines de septiembre de 2020.

#### Botafogo
Luego de su experiencia en Paraguay, rápidamente volvió a trabajar ya que el 6 de noviembre asumió como técnico de Botafogo de Brasil. Posteriormente regresó a su país de origen para realizar una cirugía de emergencia para extirpar un tumor, y su ausencia se prolongó debido a su condición clínica. No obstante, el club anunció su despedido a tan solo 21 días de haber asumido sin haber dirigido un partido.

#### Al-Nasr
El 4 de febrero de 2021 fue contratado para dirigir al Al-Nasr de los Emiratos Árabes Unidos. En su primera temporada, llegaría a las finales de la Copa Presidente y la Copa de Liga donde caería ante el Shabab Al-Ahli en ambas instancias. Un año más tarde, se marchó del club árabe luego de una serie de malos resultados en la UAE Pro League.

#### Segunda etapa en el Al-Hilal
El 14 de febrero del 2022, asumió por segunda vez en el Al-Hilal hasta el final de la temporada.El 27 de junio se consagra nuevamente campeón de la Liga Profesional Saudí, que fue histórica ya que el "Pelado" agarró al equipo a 16 puntos del líder y terminó siendo campeón con 2 unidades de diferencia. Un mes después, el argentino llegó a un acuerdo con los directivos de la institución para renovar su contrato por una temporada más.
En febrero de 2023, logró derrotar al Flamengo por 3-2 en las semifinales del Mundial de Clubes 2022, antes de perder en la instancia decisiva por 5-3 ante el Real Madrid. En la final de la Liga de Campeones de la AFC 2022, su equipo perdió 2-1 en el global contra el Urawa Red Diamonds por segunda vez después de lo sucedido en el 2017.
El 12 de mayo de 2023, el equipo venció al Al-Wehda en los penaltis para conquistar la Copa del Rey de Campeones. Este triunfo le permitió a Díaz levantar el 16° campeonato de su carrera y convertirse en el entrenador argentino con más títulos de la historia entre clubes de Primera División y selecciones. No obstante, dos días más tarde, anunció su marcha del club con efecto inmediato por motivos personales y fue reemplazado por su hijo Emiliano Díaz para los últimos encuentros de la temporada.

#### Vasco da Gama
El 15 de julio de 2023, fue oficializado como entrenador del Vasco da Gama, con el objetivo principal de mantener la estadía del club en primera división.Ramón era importante para el equipo por su trabajo y su optimismo, que transmitía a los jugadores golpeando la mesa y diciendo "Vasco no va a bajar" cuando el equipo ocupaba el penúltimo puesto de la tabla.En la última jornada, el equipo confirmaría su permanencia en la Série A luego de vencer al Bragantino por 2-1.En diciembre del mismo año, renovó su contrato hasta diciembre de 2025.Sin embargo, luego de un mal comienzo en el Brasileirão, fue despedido de su cargo en abril de 2024.

#### Corinthians
El 10 de julio de 2024, asumió al frente del Corinthians y firmó un contrato hasta diciembre de 2025. En marzo de 2025, obtuvo el Campeonato Paulista después de vencer al Palmeiras en la final y se convirtió en el entrenador argentino con más títulos de la historia, superando a Helenio Herrera. Sin embargo, un mes más tarde, fue relevado de sus funciones luego de una serie de malos resultados.

#### Olimpia
El 17 de julio de 2025, fue confirmado como técnico de Olimpia.

## Selección nacional
Fue jugador internacional con la Selección Argentina, donde convirtió 10 goles en 22 partidos jugados.

### Participaciones en Copas del Mundo
| Mundial              | Sede   | Resultado     | Partidos | Goles |
| -------------------- | ------ | ------------- | -------- | ----- |
| Copa Mundial de 1982 | España | Segunda Ronda | 4        | 1     |

| Mundial                | Sede  | Resultado | Partidos | Goles |
| ---------------------- | ----- | --------- | -------- | ----- |
| Mundial Sub-20 de 1979 | Japón | Campeón   | 6        | 8     |

## Estadísticas

### Como futbolista

#### Clubes
| River Plate Argentina | 1.ª                 | 1978                | 14  | 5   | —  | —  | —  | —  | 14  | 5   | 0,35 |
| River Plate Argentina | 1.ª                 | 1979                | 22  | 12  | —  | —  | —  | —  | 22  | 12  | 0,54 |
| River Plate Argentina | 1.ª                 | 1980                | 40  | 22  | —  | —  | 6  | 4  | 46  | 26  | 0,56 |
| River Plate Argentina | 1.ª                 | 1981                | 47  | 18  | —  | —  | 6  | 3  | 53  | 21  | 0,39 |
| River Plate Argentina | 1.ª                 | 1982                | —   | —   | —  | —  | —  | —  | 0   | 0   | 0,00 |
| River Plate Argentina | Total 1.ª etapa     | Total 1.ª etapa     | 123 | 57  | 0  | 0  | 12 | 7  | 135 | 64  | 0,47 |
| SSC Napoli · Italia | 1.ª                 | 1982-83             | 25  | 3   | 9  | 3  | 4  | 2  | 38  | 8   | 0,21 |
| US Avellino · Italia | 1.ª                 | 1983-84             | 24  | 7   | 4  | 0  | —  | —  | 28  | 7   | 0,25 |
| US Avellino · Italia | 1.ª                 | 1984-85             | 27  | 5   | 5  | 1  | —  | —  | 32  | 6   | 0,18 |
| US Avellino · Italia | 1.ª                 | 1985-86             | 27  | 10  | 5  | 1  | —  | —  | 32  | 11  | 0,34 |
| US Avellino · Italia | Total club          | Total club          | 78  | 22  | 14 | 2  | 0  | 0  | 92  | 24  | 0,26 |
| ACF Fiorentina · Italia | 1.ª                 | 1986-87             | 29  | 10  | 5  | 0  | 2  | 0  | 36  | 10  | 0,27 |
| ACF Fiorentina · Italia | 1.ª                 | 1987-88             | 24  | 7   | 7  | 5  | —  | —  | 31  | 12  | 0,38 |
| ACF Fiorentina · Italia | Total club          | Total club          | 53  | 17  | 12 | 5  | 2  | 0  | 67  | 22  | 0,32 |
| Inter de Milán · Italia | 1.ª                 | 1988-89             | 33  | 12  | 7  | 1  | 3  | 2  | 43  | 15  | 0,38 |
| AS Monaco Francia | 1.ª                 | 1989-90             | 28  | 15  | —  | —  | 7  | 3  | 35  | 18  | 0,51 |
| AS Monaco Francia | 1.ª                 | 1990-91             | 32  | 9   | 6  | 1  | 5  | 2  | 43  | 12  | 0,27 |
| AS Monaco Francia | Total club          | Total club          | 60  | 24  | 6  | 1  | 12 | 5  | 78  | 30  | 0,38 |
| River Plate Argentina | 1.ª                 | 1991-92             | 31  | 20  | —  | —  | 7  | 1  | 38  | 21  | 0,55 |
| River Plate Argentina | 1.ª                 | 1992-93             | 21  | 7   | —  | —  | 8  | 2  | 29  | 9   | 0,31 |
| River Plate Argentina | Total 2.ª etapa     | Total 2.ª etapa     | 52  | 27  | 0  | 0  | 15 | 3  | 67  | 30  | 0,45 |
| River Plate Argentina | Total club          | Total club          | 175 | 84  | 0  | 0  | 27 | 10 | 202 | 94  | 0,47 |
| Yokohama Marinos Japón | 1.ª                 | 1993                | 32  | 28  | 8  | 4  | —  | —  | 40  | 32  | 0,80 |
| Yokohama Marinos Japón | 1.ª                 | 1994                | 37  | 23  | 7  | 3  | —  | —  | 44  | 26  | 0,59 |
| Yokohama Marinos Japón | 1.ª                 | 1995                | 6   | 1   | —  | —  | —  | —  | 6   | 1   | 0,16 |
| Yokohama Marinos Japón | Total club          | Total club          | 75  | 52  | 15 | 7  | 0  | 0  | 90  | 59  | 0,65 |
| Total en su carrera | Total en su carrera | Total en su carrera | 499 | 214 | 63 | 19 | 48 | 19 | 610 | 252 | 0,41 |
| (1) Las copas nacionales se refiere a la Copa Italia, Copa de Francia, Copa del Emperador y Copa J. League. (2) Las copas internacionales se refiere a la Europa League, Recopa de Europa, Copa Libertadores y Supercopa Sudamericana. (3) Media de goles por encuentro. No incluye goles en partidos amistosos. |                     |                     |     |     |    |    |    |    |     |     |      |

#### Selección
| Selección            | Año                  | Amistosos | Amistosos | Mundial | Mundial | Total | Total | Media goleadora |
| Selección            | Año                  | PJ        | G         | PJ      | G       | PJ    | G     | Media goleadora |
| -------------------- | -------------------- | --------- | --------- | ------- | ------- | ----- | ----- | --------------- |
| Sub-20 Argentina     | 1979                 | 0         | 0         | 6       | 8       | 6     | 8     | 1,33            |
| Sub-20 Argentina     | Total                | 0         | 0         | 6       | 8       | 6     | 8     | 1,33            |
| Absoluta Argentina   | 1979                 | 1         | 1         | —       | —       | 1     | 1     | 1,00            |
| Absoluta Argentina   | 1980                 | 9         | 4         | —       | —       | 9     | 4     | 0,44            |
| Absoluta Argentina   | 1981                 | 4         | 1         | —       | —       | 4     | 1     | 0,25            |
| Absoluta Argentina   | 1982                 | 4         | 3         | 4       | 1       | 8     | 4     | 0,50            |
| Absoluta Argentina   | Total                | 18        | 9         | 4       | 1       | 22    | 10    | 0,45            |
| Total en selecciones | Total en selecciones | 18        | 9         | 10      | 9       | 28    | 18    | 0,64            |

#### Resumen estadístico
|                            | Partidos | Goles | Promedio |
| -------------------------- | -------- | ----- | -------- |
| Liga                       | 499      | 214   | 0,42     |
| Copas nacionales           | 63       | 19    | 0,33     |
| Copa Internacionales       | 48       | 19    | 0,39     |
| Selección de Argentina     | 22       | 10    | 0,45     |
| Selección Argentina Sub-20 | 6        | 8     | 1,33     |
| Total                      | 638      | 270   | 0,42     |

### Como entrenador

#### Clubes
| Equipo                    | Div.         | Temporada    | Liga  | Liga | Liga | Liga | Liga |       | Copa | Copa | Copa | Copa  |    | Internacional | Internacional | Internacional | Internacional | Internacional |   | Otros | Otros | Otros | Otros |     | Totales     | Totales | Totales | Totales | Totales | Totales | Totales | Totales |
| Equipo                    | Div.         | Temporada    | Part. | G    | E    | P    | Pos. | Part. | G    | E    | P    | Part. | G  | E             | P             | Pos.          | Part.         | G             | E | P     | Part. | G     | E     | P   | Rendimiento | GF      | GC      | Dif.    |         |         |         |         |
| ------------------------- | ------------ | ------------ | ----- | ---- | ---- | ---- | ---- | ----- | ---- | ---- | ---- | ----- | -- | ------------- | ------------- | ------------- | ------------- | ------------- | - | ----- | ----- | ----- | ----- | --- | ----------- | ------- | ------- | ------- | ------- | ------- | ------- | ------- |
| River Plate Argentina     | 1.ª          | 1995-A       | 19    | 7    | 8    | 4    | 7.º  | -     | -    | -    | -    | 10    | 3  | 4             | 3             | 1/2           | -             | -             | - | -     | 29    | 10    | 12    | 7   | 48.27%      | 34      | 33      | +1      |         |         |         |         |
| River Plate Argentina     | 1.ª          | 1996-C       | 19    | 6    | 3    | 10   | 14.º | -     | -    | -    | -    | 14    | 8  | 4             | 2             | 1.º           | -             | -             | - | -     | 33    | 14    | 7     | 12  | 49.49%      | 59      | 45      | +14     |         |         |         |         |
| River Plate Argentina     | 1.ª          | 1996-A       | 19    | 15   | 1    | 3    | 1.º  | -     | -    | -    | -    | 2     | 0  | 1             | 1             | 1/8           | 1             | 0             | 0 | 1     | 22    | 15    | 2     | 5   | 71.21%      | 55      | 27      | +28     |         |         |         |         |
| River Plate Argentina     | 1.ª          | 1997-C       | 19    | 12   | 5    | 2    | 1.º  | -     | -    | -    | -    | 2     | 0  | 2             | 0             | 1/8           | 1             | 0             | 1 | 0     | 22    | 12    | 8     | 2   | 66.67%      | 42      | 25      | +17     |         |         |         |         |
| River Plate Argentina     | 1.ª          | 1997-A       | 19    | 14   | 3    | 2    | 1.°  | -     | -    | -    | -    | 10    | 7  | 1             | 2             | 1.º           | -             | -             | - | -     | 29    | 21    | 4     | 4   | 77.01%      | 65      | 29      | +36     |         |         |         |         |
| River Plate Argentina     | 1.ª          | 1998-C       | 19    | 7    | 8    | 4    | 7.º  | -     | -    | -    | -    | 12    | 8  | 3             | 1             | 1/2           | -             | -             | - | -     | 31    | 15    | 11    | 5   | 60.22%      | 55      | 35      | +20     |         |         |         |         |
| River Plate Argentina     | 1.ª          | 1998-A       | 19    | 5    | 7    | 7    | 15.º | -     | -    | -    | -    | 8     | 2  | 3             | 3             | 1/4           | -             | -             | - | -     | 27    | 7     | 10    | 10  | 38.28%      | 36      | 38      | -2      |         |         |         |         |
| River Plate Argentina     | 1.ª          | 1999-C       | 19    | 11   | 4    | 4    | 2.º  | -     | -    | -    | -    | 12    | 5  | 2             | 5             | 1/2           | 1             | 1             | 0 | 0     | 32    | 17    | 6     | 9   | 59.38%      | 52      | 34      | +18     |         |         |         |         |
| River Plate Argentina     | 1.ª          | 1999-A       | 19    | 13   | 5    | 1    | 1.º  | -     | -    | -    | -    | 6     | 2  | 1             | 3             | FG            | 2             | 0             | 0 | 2     | 27    | 15    | 6     | 6   | 62.97%      | 53      | 37      | +16     |         |         |         |         |
| River Plate Argentina     | 1.ª          | 2001-A       | 19    | 12   | 5    | 2    | 2.º  | -     | -    | -    | -    | 6     | 2  | 2             | 2             | FG            | -             | -             | - | -     | 25    | 14    | 7     | 4   | 65.33%      | 64      | 26      | +38     |         |         |         |         |
| River Plate Argentina     | 1.ª          | 2002-C       | 19    | 13   | 4    | 2    | 1.º  | -     | -    | -    | -    | 8     | 2  | 3             | 3             | 1/4           | -             | -             | - | -     | 27    | 15    | 7     | 5   | 64.2%       | 47      | 23      | +24     |         |         |         |         |
| San Lorenzo Argentina     | 1.ª          | 2006-A       | 1     | 1    | 0    | 0    | 9.º  | -     | -    | -    | -    | -     | -  | -             | -             | -             | -             | -             | - | -     | 1     | 1     | 0     | 0   | 100%        | 1       | 0       | +1      |         |         |         |         |
| San Lorenzo Argentina     | 1.ª          | 2007-C       | 19    | 14   | 3    | 2    | 1.º  | -     | -    | -    | -    | -     | -  | -             | -             | -             | -             | -             | - | -     | 19    | 14    | 3     | 2   | 78.94%      | 34      | 17      | +17     |         |         |         |         |
| San Lorenzo Argentina     | 1.ª          | 2007-A       | 19    | 8    | 5    | 6    | 8.º  | -     | -    | -    | -    | 2     | 0  | 1             | 1             | 2ªR           | -             | -             | - | -     | 21    | 8     | 6     | 7   | 47.62%      | 30      | 31      | -1      |         |         |         |         |
| San Lorenzo Argentina     | 1.ª          | 2008-C       | 17    | 10   | 1    | 6    | Inc. | -     | -    | -    | -    | 10    | 4  | 4             | 2             | 1/4           | -             | -             | - | -     | 27    | 14    | 5     | 8   | 58.02%      | 39      | 29      | +10     |         |         |         |         |
| América · México          | 1.ª          | 2008-A       | 17    | 5    | 6    | 6    | 13.º | -     | -    | -    | -    | -     | -  | -             | -             | -             | -             | -             | - | -     | 17    | 5     | 6     | 6   | 41.17%      | 22      | 23      | -1      |         |         |         |         |
| América · México          | 1.ª          | 2009-C       | 4     | 1    | 1    | 2    | Inc. | -     | -    | -    | -    | -     | -  | -             | -             | -             | 3             | 1             | 1 | 1     | 7     | 2     | 2     | 3   | 38.09%      | 10      | 13      | -3      |         |         |         |         |
| América · México          | Total        | Total        | 21    | 6    | 7    | 8    | -    | -     | -    | -    | -    | -     | -  | -             | -             | -             | 3             | 1             | 1 | 1     | 24    | 7     | 8     | 9   | 40.28%      | 32      | 36      | -4      |         |         |         |         |
| San Lorenzo Argentina     | 1.ª          | 2010-A       | 19    | 6    | 6    | 7    | 14.º | -     | -    | -    | -    | -     | -  | -             | -             | -             | -             | -             | - | -     | 19    | 6     | 6     | 7   | 42.11%      | 18      | 20      | -2      |         |         |         |         |
| San Lorenzo Argentina     | 1.ª          | 2011-C       | 11    | 4    | 3    | 4    | Inc. | -     | -    | -    | -    | -     | -  | -             | -             | -             | -             | -             | - | -     | 11    | 4     | 3     | 4   | 45.45%      | 11      | 9       | +2      |         |         |         |         |
| San Lorenzo Argentina     | Total        | Total        | 86    | 43   | 18   | 25   | -    | -     | -    | -    | -    | 12    | 4  | 5             | 3             | -             | -             | -             | - | -     | 98    | 47    | 23    | 28  | 55.78%      | 133     | 106     | +27     |         |         |         |         |
| Independiente Argentina   | 1.ª          | 2011-A       | 13    | 5    | 5    | 3    | 8.º  | 1     | 1    | 0    | 0    | 2     | 1  | 0             | 1             | 1/8           | -             | -             | - | -     | 16    | 7     | 5     | 4   | 54.17%      | 20      | 13      | +7      |         |         |         |         |
| Independiente Argentina   | 1.ª          | 2012-C       | 4     | 0    | 0    | 4    | Inc. | -     | -    | -    | -    | -     | -  | -             | -             | -             | -             | -             | - | -     | 4     | 0     | 0     | 4   | 0%          | 1       | 7       | -6      |         |         |         |         |
| Independiente Argentina   | Total        | Total        | 17    | 5    | 5    | 7    | -    | 1     | 1    | 0    | 0    | 2     | 1  | 0             | 1             | -             | -             | -             | - | -     | 20    | 7     | 5     | 8   | 43.33%      | 21      | 20      | +1      |         |         |         |         |
| River Plate Argentina     | 1.ª          | 2012-A       | 1     | 1    | 0    | 0    | 8.º  | -     | -    | -    | -    | -     | -  | -             | -             | -             | -             | -             | - | -     | 1     | 1     | 0     | 0   | 100%        | 2       | 0       | +2      |         |         |         |         |
| River Plate Argentina     | 1.ª          | 2013-C       | 19    | 10   | 5    | 4    | 2.º  | 1     | 0    | 0    | 1    | -     | -  | -             | -             | -             | -             | -             | - | -     | 20    | 10    | 5     | 5   | 58.33%      | 28      | 23      | +5      |         |         |         |         |
| River Plate Argentina     | 1.ª          | 2013-A       | 19    | 5    | 6    | 8    | 17.º | -     | -    | -    | -    | 6     | 2  | 2             | 2             | 1/4           | -             | -             | - | -     | 25    | 7     | 8     | 10  | 38.67%      | 17      | 19      | -2      |         |         |         |         |
| River Plate Argentina     | 1.ª          | 2014-C       | 19    | 11   | 4    | 4    | 1.º  | 1     | 1    | 0    | 0    | -     | -  | -             | -             | -             | -             | -             | - | -     | 20    | 12    | 4     | 4   | 66.67%      | 29      | 15      | +14     |         |         |         |         |
| River Plate Argentina     | Total        | Total        | 267   | 142  | 68   | 57   | -    | 2     | 1    | 0    | 1    | 96    | 41 | 28            | 27            | -             | 5             | 1             | 1 | 3     | 370   | 185   | 97    | 88  | 58.74%      | 638     | 409     | +229    |         |         |         |         |
| Al-Hilal Arabia Saudita   | 1.ª          | 2016-17      | 20    | 16   | 3    | 1    | 1.º  | 6     | 4    | 1    | 1    | 14    | 7  | 6             | 1             | 2.º           | -             | -             | - | -     | 40    | 27    | 10    | 3   | 75.83%      | 84      | 35      | +49     |         |         |         |         |
| Al-Hilal Arabia Saudita   | 1.ª          | 2017-18      | 21    | 13   | 7    | 1    | Inc. | 2     | 1    | 0    | 1    | 2     | 0  | 1             | 1             | Inc.          | -             | -             | - | -     | 25    | 14    | 8     | 3   | 66.67%      | 42      | 23      | +19     |         |         |         |         |
| Al-Ittihad Arabia Saudita | 1.ª          | 2018-19      | 2     | 0    | 0    | 2    | Inc. | 1     | 0    | 1    | 0    | -     | -  | -             | -             | -             | 1             | 0             | 0 | 1     | 4     | 0     | 1     | 3   | 8.33%       | 2       | 7       | -5      |         |         |         |         |
| Al-Ittihad Arabia Saudita | Total        | Total        | 2     | 0    | 0    | 2    | -    | 1     | 0    | 1    | 0    | -     | -  | -             | -             | -             | 1             | 0             | 0 | 1     | 4     | 0     | 1     | 3   | 8.33%       | 2       | 7       | -5      |         |         |         |         |
| Pyramids · Egipto         | 1.ª          | 2018-19      | 13    | 8    | 4    | 1    | 3.º  | -     | -    | -    | -    | -     | -  | -             | -             | -             | -             | -             | - | -     | 13    | 8     | 4     | 1   | 71.8%       | 22      | 9       | +13     |         |         |         |         |
| Pyramids · Egipto         | Total        | Total        | 13    | 8    | 4    | 1    | -    | -     | -    | -    | -    | -     | -  | -             | -             | -             | -             | -             | - | -     | 13    | 8     | 4     | 1   | 71.8%       | 22      | 9       | +13     |         |         |         |         |
| Libertad Paraguay         | 1.ª          | 2020-A       | 20    | 12   | 4    | 4    | Inc. | -     | -    | -    | -    | 4     | 2  | 0             | 2             | Inc.          | -             | -             | - | -     | 24    | 14    | 4     | 6   | 63.89%      | 45      | 29      | +16     |         |         |         |         |
| Libertad Paraguay         | Total        | Total        | 20    | 12   | 4    | 4    | -    | -     | -    | -    | -    | 4     | 2  | 0             | 2             | -             | -             | -             | - | -     | 24    | 14    | 4     | 6   | 63.89%      | 45      | 29      | +16     |         |         |         |         |
| Al-Nasr · EAU             | 1.ª          | 2020-21      | 11    | 6    | 1    | 4    | 5.º  | 5     | 2    | 1    | 2    | -     | -  | -             | -             | -             | -             | -             | - | -     | 16    | 8     | 2     | 6   | 54.17%      | 28      | 21      | +7      |         |         |         |         |
| Al-Nasr · EAU             | 1.ª          | 2021-22      | 14    | 5    | 3    | 6    | Inc. | 7     | 1    | 3    | 3    | -     | -  | -             | -             | -             | -             | -             | - | -     | 21    | 6     | 6     | 9   | 38.09%      | 28      | 25      | +3      |         |         |         |         |
| Al-Nasr · EAU             | Total        | Total        | 25    | 11   | 4    | 10   | -    | 12    | 3    | 4    | 5    | -     | -  | -             | -             | -             | -             | -             | - | -     | 37    | 14    | 8     | 15  | 45.05%      | 56      | 46      | +10     |         |         |         |         |
| Al-Hilal Arabia Saudita   | 1.ª          | 2021-22      | 13    | 12   | 0    | 1    | 1.º  | 3     | 2    | 1    | 0    | -     | -  | -             | -             | -             | -             | -             | - | -     | 16    | 14    | 1     | 1   | 89.58%      | 39      | 11      | +28     |         |         |         |         |
| Al-Hilal Arabia Saudita   | 1.ª          | 2022-23      | 25    | 14   | 7    | 4    | Inc. | 4     | 3    | 1    | 0    | 11    | 7  | 2             | 2             | 2.º           | 4             | 1             | 1 | 2     | 44    | 25    | 11    | 8   | 65.15%      | 84      | 42      | +42     |         |         |         |         |
| Al-Hilal Arabia Saudita   | Total        | Total        | 79    | 55   | 17   | 7    | -    | 15    | 10   | 3    | 2    | 27    | 14 | 9             | 4             | -             | 4             | 1             | 1 | 2     | 125   | 80    | 30    | 15  | 72%         | 249     | 111     | +138    |         |         |         |         |
| Vasco da Gama · Brasil    | 1.ª          | 2023         | 23    | 10   | 5    | 8    | 15.º | -     | -    | -    | -    | -     | -  | -             | -             | -             | -             | -             | - | -     | 23    | 10    | 5     | 8   | 50.73%      | 29      | 27      | +2      |         |         |         |         |
| Vasco da Gama · Brasil    | 1.ª          | 2024         | 4     | 1    | 0    | 3    | Inc. | 14    | 6    | 6    | 2    | -     | -  | -             | -             | -             | -             | -             | - | -     | 18    | 7     | 6     | 5   | 50%         | 29      | 25      | +4      |         |         |         |         |
| Vasco da Gama · Brasil    | Total        | Total        | 27    | 11   | 5    | 11   | -    | 14    | 6    | 6    | 2    | -     | -  | -             | -             | -             | -             | -             | - | -     | 41    | 17    | 11    | 13  | 50.4%       | 58      | 52      | +6      |         |         |         |         |
| Corinthians · Brasil      | 1.ª          | 2024         | 22    | 13   | 5    | 4    | 7.º  | 6     | 1    | 3    | 2    | 6     | 3  | 1             | 2             | 1/2           | -             | -             | - | -     | 34    | 17    | 9     | 8   | 58.82%      | 57      | 34      | +23     |         |         |         |         |
| Corinthians · Brasil      | 1.ª          | 2025         | 4     | 1    | 1    | 2    | Inc. | 16    | 11   | 4    | 1    | 6     | 2  | 2             | 2             | Inc.          | -             | -             | - | -     | 26    | 14    | 7     | 5   | 62.82%      | 37      | 28      | +9      |         |         |         |         |
| Corinthians · Brasil      | Total        | Total        | 26    | 14   | 6    | 6    | -    | 22    | 12   | 7    | 3    | 12    | 5  | 3             | 4             | -             | -             | -             | - | -     | 60    | 31    | 16    | 13  | 60.56%      | 94      | 62      | +32     |         |         |         |         |
| Olimpia Paraguay          | 1.ª          | 2025-C       | 6     | 2    | 2    | 2    | -    | 0     | 0    | 0    | 0    | -     | -  | -             | -             | -             | -             | -             | - | -     | 6     | 2     | 2     | 2   | 44.44%      | 7       | 9       | -2      |         |         |         |         |
| Olimpia Paraguay          | Total        | Total        | 6     | 2    | 2    | 2    | -    | 0     | 0    | 0    | 0    | -     | -  | -             | -             | -             | -             | -             | - | -     | 6     | 2     | 2     | 2   | 44.44%      | 7       | 9       | -2      |         |         |         |         |
| Total clubes              | Total clubes | Total clubes | 589   | 309  | 140  | 140  | -    | 67    | 33   | 21   | 13   | 153   | 67 | 45            | 41            | -             | 13            | 3             | 3 | 7     | 822   | 412   | 209   | 201 | 58.6%       | 1357    | 896     | +461    |         |         |         |         |
| 1. 2. 3.                  |              |              |       |      |      |      |      |       |      |      |      |       |    |               |               |               |               |               |   |       |       |       |       |     |             |         |         |         |         |         |         |         |

#### Participaciones en Mundial de Clubes de la FIFA
| Copa                                   | Club     | Sede      | Resultado  |
| -------------------------------------- | -------- | --------- | ---------- |
| Copa Mundial de Clubes de la FIFA 2022 | Al-Hilal | Marruecos | Subcampeón |

#### Mánager
| Equipo                   | Div.       | Torneo                      | Estadísticas | Estadísticas | Estadísticas | Estadísticas | Estadísticas | Estadísticas | Estadísticas | Estadísticas |
| Equipo                   | Div.       | Torneo                      | PJ           | G            | E            | P            | GF           | GC           | DG           | Efectividad  |
| ------------------------ | ---------- | --------------------------- | ------------ | ------------ | ------------ | ------------ | ------------ | ------------ | ------------ | ------------ |
| Oxford United Inglaterra | 4.ª        | Football League Two 2004/05 | 24           | 10           | 7            | 7            | 33           | 34           | -1           | 51.39%       |
| Oxford United Inglaterra | 4.ª        | FA Cup 2004/05              | 1            | 0            | 0            | 1            | 1            | 2            | -1           | 0%           |
| Oxford United Inglaterra | Total club | Total club                  | 25           | 10           | 7            | 8            | 34           | 36           | -2           | 49.33%       |

#### Selección
| Paraguay            | 2014-15             | -   | -   | -   | -   | - | -  | -  | -  | -  | 6   | 1  | 3  | 2  | 4º | 4  | 0 | 2 | 2  | 10  | 1   | 5   | 4   | 26.67% | 10   | 18  | -8   |
| Paraguay            | 2015-16             | -   | -   | -   | -   | - | 6  | 2  | 3  | 1  | 3   | 0  | 1  | 2  | FG | 1  | 0 | 0 | 1  | 10  | 2   | 4   | 4   | 33.33% | 8    | 10  | -2   |
| Total selección     | Total selección     | -   | -   | -   | -   | – | 6  | 2  | 3  | 1  | 9   | 1  | 4  | 4  | –  | 5  | 0 | 2 | 3  | 20  | 3   | 9   | 8   | 30%    | 18   | 28  | -10  |
| Total en su carrera | Total en su carrera | 589 | 309 | 140 | 140 | – | 73 | 35 | 24 | 14 | 162 | 68 | 49 | 45 | –  | 18 | 3 | 5 | 10 | 842 | 415 | 218 | 209 | 57.92% | 1375 | 924 | +451 |

#### Participaciones en Copa América
| Copa                    | Selección | Sede           | Resultado    |
| ----------------------- | --------- | -------------- | ------------ |
| Copa América 2015       | Paraguay  | Chile          | Cuarto lugar |
| Copa América Centenario | Paraguay  | Estados Unidos | Primera fase |

#### Resumen por competiciones
| Competición                          | Partidos | Ganados | Empatados | Perdidos | %      | Resultado        |
| Clubes                               | Clubes   | Clubes  | Clubes    | Clubes   | Clubes | Clubes           |
| ------------------------------------ | -------- | ------- | --------- | -------- | ------ | ---------------- |
| Primera División de Argentina        | 371      | 191     | 91        | 89       | 59.66% | Campeón          |
| Copa Argentina                       | 2        | 1       | 0         | 1        | 50%    | Primera ronda    |
| Copa Campeonato                      | 1        | 1       | 0         | 0        | 100%   | Campeón          |
| Liga MX                              | 21       | 6       | 7         | 8        | 39.68% | 13.º lugar       |
| InterLiga                            | 3        | 1       | 1         | 1        | 44.44% | Fase de grupos   |
| Liga Profesional Saudí               | 81       | 55      | 17        | 9        | 74.9%  | Campeón          |
| Copa del Rey de Campeones            | 12       | 9       | 3         | 0        | 83.33% | Campeón          |
| Copa del Príncipe de la Corona Saudí | 1        | 0       | 0         | 1        | 0%     | Semifinales      |
| Campeonato de Clubes Árabes          | 3        | 1       | 1         | 1        | 44.44% | Fase de grupos   |
| Supercopa de Arabia Saudita          | 2        | 0       | 0         | 2        | 0%     | Subcampeón       |
| Liga Premier de Egipto               | 13       | 8       | 4         | 1        | 71.8%  | 3.er lugar       |
| Primera División de Paraguay         | 26       | 14      | 6         | 6        | 61.54% | 3.er lugar       |
| Copa Paraguay                        | 0        | 0       | 0         | 0        | 0%     | En disputa       |
| Liga de los EAU                      | 25       | 11      | 4         | 10       | 49.33% | 5.º lugar        |
| Copa Presidente EAU                  | 3        | 1       | 0         | 2        | 33.33% | Subcampeón       |
| Copa de Liga de los EAU              | 9        | 2       | 4         | 3        | 37.03% | Subcampeón       |
| Brasileirão                          | 53       | 25      | 11        | 17       | 54.09% | 7.º lugar        |
| Copa de Brasil                       | 8        | 2       | 4         | 2        | 41.67% | Semifinales      |
| Campeonato Carioca                   | 12       | 5       | 5         | 2        | 55.56% | Semifinales      |
| Paulistão                            | 16       | 11      | 4         | 1        | 77.08% | Campeón          |
| Copa Libertadores                    | 70       | 32      | 21        | 17       | 55.71% | Campeón          |
| Copa Sudamericana                    | 18       | 6       | 5         | 7        | 42.59% | Semifinales      |
| Copa Mercosur                        | 20       | 6       | 6         | 8        | 40%    | Cuartos de final |
| Supercopa Sudamericana               | 18       | 9       | 4         | 5        | 57.41% | Campeón          |
| Liga de Campeones de Élite de la AFC | 27       | 14      | 9         | 4        | 62.96% | Subcampeón       |
| Recopa Sudamericana                  | 3        | 0       | 1         | 2        | 11.11% | Subcampeón       |
| Copa Intercontinental                | 1        | 0       | 0         | 1        | 0%     | Subcampeón       |
| Mundial de Clubes de la FIFA         | 3        | 1       | 1         | 1        | 44.44% | Subcampeón       |
| Total clubes                         | 822      | 412     | 209       | 201      | 58.6%  | 16 Títulos       |
| Selección                            |          |         |           |          |        |                  |
| Copa América                         | 9        | 1       | 4         | 4        | 25.92% | 4.º lugar        |
| Clasificatorias Mundial              | 6        | 2       | 3         | 1        | 50%    | 7.º lugar        |
| Amistosos                            | 5        | 0       | 2         | 3        | 13.33% | +0 PG            |
| Total selección                      | 20       | 3       | 9         | 8        | 30%    | Sin Títulos      |
| Total en su carrera                  | 842      | 415     | 218       | 209      | 57.92% | 16 Títulos       |

## Palmarés

### Como jugador

#### Campeonatos nacionales
| Título           | Equipo         | País      | Año     |
| ---------------- | -------------- | --------- | ------- |
| Primera División | River Plate    | Argentina | 1979-M  |
| Primera División | River Plate    | Argentina | 1979-N  |
| Primera División | River Plate    | Argentina | 1980-M  |
| Primera División | River Plate    | Argentina | 1981-N  |
| Serie A          | Inter de Milán | Italia    | 1988-89 |
| Copa de Francia  | AS Monaco      | Francia   | 1990-91 |
| Primera División | River Plate    | Argentina | 1991-A  |

#### Copas internacionales
| Título                | Equipo              | Sede  | Año  |
| --------------------- | ------------------- | ----- | ---- |
| Copa del Mundo Sub-20 | Selección Argentina | Japón | 1979 |

### Como entrenador

#### Campeonatos regionales
| Título              | Equipo      | Estado    | Año  |
| ------------------- | ----------- | --------- | ---- |
| Campeonato Paulista | Corinthians | São Paulo | 2025 |

#### Campeonatos nacionales
| Título                    | Equipo      | País           | Año     |
| ------------------------- | ----------- | -------------- | ------- |
| Primera División          | River Plate | Argentina      | 1996-A  |
| Primera División          | River Plate | Argentina      | 1997-C  |
| Primera División          | River Plate | Argentina      | 1997-A  |
| Primera División          | River Plate | Argentina      | 1999-A  |
| Primera División          | River Plate | Argentina      | 2002-C  |
| Primera División          | San Lorenzo | Argentina      | 2007-C  |
| Primera División          | River Plate | Argentina      | 2014-F  |
| Copa Campeonato           | River Plate | Argentina      | 2014    |
| Liga Profesional Saudí    | Al-Hilal    | Arabia Saudita | 2016-17 |
| Copa del Rey de Campeones | Al-Hilal    | Arabia Saudita | 2017    |
| Liga Profesional Saudí    | Al-Hilal    | Arabia Saudita | 2017-18 |
| Liga Profesional Saudí    | Al-Hilal    | Arabia Saudita | 2021-22 |
| Copa del Rey de Campeones | Al-Hilal    | Arabia Saudita | 2022-23 |

#### Campeonatos internacionales
| Título                 | Equipo      | Sede         | Año  |
| ---------------------- | ----------- | ------------ | ---- |
| Copa Libertadores      | River Plate | Buenos Aires | 1996 |
| Supercopa Sudamericana | River Plate | Buenos Aires | 1997 |
| Supercopa de Lusail    | Al-Hilal    | Lusail       | 2022 |

### Distinciones individuales
| Distinción                                     | Año    |
| ---------------------------------------------- | ------ |
| Botín de oro Mundial Juvenil                   | 1979   |
| Balón de bronce Mundial Juvenil                | 1979   |
| Máximo goleador de Primera División (14 goles) | 1991-A |
| 2º Futbolista del año en Sudamérica            | 1991   |
| Parte del Equipo Ideal de América              | 1991   |
| Máximo goleador de la J. League (28 goles)     | 1993   |
| Premio Alumni: Mejor DT de Primera División    | 2014   |

## Filmografía
Fue entrevistado para el filme documental estrenado en 2019 River, el más grande siempre que narra la historia del club.

## Política
En 2014 fue tentado por el candidato a presidente de aquel entonces, Mauricio Macri, para ser gobernador de su provincia natal: La Rioja. El "pelado", como lo bautizó su hermano apenas nació porque no le crecía el pelo, rechazó la oferta.